# Слембово
Слембово (пол. Słębowo, нім. Slembowo) — село в Польщі, у гміні Жнін Жнінського повіту Куявсько-Поморського воєводства.
Населення — 332 особи (2011).
У 1975-1998 роках село належало до Бидгощського воєводства.

## Демографія
Демографічна структура станом на 31 березня 2011 року:
|          | Загалом | Допрацездатний вік | Працездатний вік | Постпрацездатний вік |
| -------- | ------- | ------------------ | ---------------- | -------------------- |
| Чоловіки | 157     | 37                 | 108              | 12                   |
| Жінки    | 175     | 45                 | 93               | 37                   |
| Разом    | 332     | 82                 | 201              | 49                   |